# Мериканто, Оскар
О́скар Ме́риканто (фамилия при рождении — Ма́ттссон, фин. Oskari Merikanto, швед. Frans Oskar Merikanto; 5 августа 1868, Гельсингфорс — 17 февраля 1924, Ойтти) — финский композитор, органист, дирижёр, профессор. Естественная мелодичность и свет музыки Мериканто, а также использование в ней прежде всего финской поэзии сделали его произведения широко любимыми как в самой Финляндии, так и за её пределами. Его популярность затмила на некоторое время даже Яна Сибелиуса.

## Биография

### Детство и юность
В юности Оскар Мериканто посещал финское училище начального обучения в Хельсинки, однако закончил только шесть классов, что было связано как с пристрастием к музыке, так и с семейными проблемами. Органист Старой церкви в Хельсинки Лаури Хямяляйнен взял его под своё покровительство и стал обучать музыке. В 1887 г. Мериканто сыграл свой первый концерт, в программе которого были произведения «Grande valse» и «Летний вечер».
Получив стипендию от сената и частную помощь от Авроры Карловны Карамзиной и кондитера Ф. Э. Экберга, начинающий композитор отправился на учёбу в Германию. В 1887—1889 гг. Мериканто учился в Лейпцигской консерватории у Роберта Папперица и Густава Шрека. В это время появилась популярная песня «Баю-бай, малютка», посвящённая Наеми Шрек. После смерти Лаури Хямяляйнена осенью 1888 г. Мериканто стал его преемником на должности преподавателя в школе канторов-органистов.
Затем состоялась учебная поездка в Берлин, где учителем Мериканто был Альберт Беккер. Тод же он сочинил соло «Весенним южным птицам», «Вспоминая», «Золотая крошка» и «В море» на стихи Йохана Эркко.
В 1892 г. Мериканто был назначен органистом в Новую церковь (ныне церковь Иоанна) в Хельсинки (вторым кандидатом на эту должность был Илмари Крон). Кантором в Новой церкви работал известный бас Абрахам Оянперя, с которым он выступал в многочисленных концертах, а затем — Альфред Хильман. В 1892—1895 гг. Мериканто руководил смешанным хором рабочих, тогда же он сочинил известный «Марш рабочих» на стихи Антти Тёрнрооса.

### Музыкальная и общественная деятельность
Мериканто, принадлежавший к движению младофиннов, с конца 1880-х гг. был музыкальным критиком в газетах «Пяйвялехти», «Хельсингин Саномат», «Ууси Суометар», «Сявелетяр» и журнала «Валвоя». В середине 1890-х гг. он попытался открыть магазин по продажам фортепиано. Затея, однако, успеха не имела. К объявленному Обществом финской литературы в 1898 г. музыкальному конкурсу Мериканто закончил написание первой финской оперы «Девушка с Севера». Одновременно появляются сольные произведения «Песня Валлинкорва» (слова А. Б. Мякеля) и «Когда светит солнце» (слова Х. Хаахти), а также дуэт «Счастливые» (слова А. Киви) и фортепианное произведение «Valse lente». Опера «Девушка с Севера» была впервые исполнена лишь в 1908 г. на певческом празднике в Выборге и в Хельсинки.
С конца 1880-х годов певческие фестивали входили в регулярную программу Оскара Мериканто. Он входил в жюри праздников в качестве его руководителя и аккомпаниатора. Также он аккомпанировал на концертах таких прославленных певцов, как Айно Акте, Альма Фострём, Абрахам Оянперя. Из зарубежных артистов Мериканто аккомпанировал, в том числе, Пабло Касальсу, Фрицу Крайслеру, Альберту Спалдингу и многим другим. Мериканто был знаком с широкими культурными и артистическими кругами Финляндии. В области оперной и церковной музыки ему были близки Эмми и Лоренц Ахте. Помимо музыкантов, его друзьями были поэты Эйно Лейно и Й. Х. Эркко.
Мериканто помногу выступал не только на родине, но и за границей. В 1900 г. он отправился на гастроли в США по приглашению американских финнов. Два года спустя он был с концертами в Санкт-Петербурге, куда вернулся в 1916 г., а в 1914 году побывал в Москве. Сочинительская работа продолжалась в основном во время летних отпусков. Расширил Мериканто и свою педагогическую деятельность, став в 1904 г. сначала ассистентом, а затем в 1906 г. педагогом по классу органа в музыкальном училище в Хельсинки.
Осенью 1915 г. Мериканто был избран членом государственной комиссии по музыкальному искусству.

#### Оперная музыка
В начале XX века всё больший интерес начал проявляться к финской национальной опере. Армас Ярнефельт, Эдвард Фацер, Айно Акте и Роберт Каянус стали организовывать оперные выступления, и в ноябре 1910 г. они добились показа оперы Мериканто «Смерть Элины». В 1911 г. была создана Финская Национальная опера, и Мериканто входил в число организаторов этого театра, став в 1911—1922 гг. его первым дирижёром и композитором-преподавателем. Путешествие в Италию в 1911 г. дало новые стимулы для создания оперы. Мериканто активно участвовал в оперном фестивале в Савонлинне в 1912—1914 и в 1916 гг. На фестивале 1913 г. была представлена опера «Смерть Элины», а в 1914 г. — «Девушка с Севера».
В 1910-е гг. Мериканто написал оперу «Регина фон Эммериц» (1919); в это же время он всё больше внимания уделял музыкальному образованию своего сына Аарре.

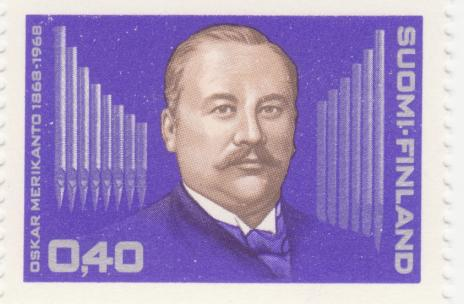
Почтовая марка Финляндии выпуска 1968 года, посвящённая столетнему юбилею композитора

### Конец жизни
В 1918 г. начали проявляться признаки сердечной болезни, и композитор был вынужден снизить темп работы. В следующем году он получил звание профессора, а в 1921 г. ему назначили государственную пенсию деятеля искусств. В 1920—1921 гг. Мериканто ездил в Германию для ознакомления с новыми музыкальными постановками. В ноябре 1922 г. в качестве прощального выступления была показана опера «Смерть Элины», после чего композитор отправился в прощальную концертную поездку по городам Финляндии. Однако, он по-прежнему не оставлял профессиональной деятельности. Так, в 1923 г. он весьма критично оценил новую хоральную книгу Илмари Крона.
Умер Оскар Мериканто 17 февраля 1924 года в местечке Ойти близ Хаус-ярви.

## Основные произведения

### Оперы
- «Смерть Элины» (1898)
- «Девушка с Севера» (1910)
- «Регина фон Эммериц» (1924)

### Инструментальные произведения
- Idylli
- Kesäillan idylli (A Summer evening’s idyll)
- Kesäilta, op.1 (Kesäillan valssi — Summer evening waltz) (nuotti PDF-tiedostona)
- Mä oksalla ylimmällä (On the highest tree-top)
- Scherzo
- Suomalaisia Kansanlauluja 1. Vihko en:Image:Suomalaisia_Kansanlauluja_1_Vihko.pdf
- Suomalaisia Kansanlauluja 4. Vihko en:Image:Suomalaisia_Kansanlauluja_4_Vihko.pdf (недоступная ссылка)
- Suomalaisia Kansanlauluja 5. Vihko en:Image:Suomalaisia_Kansanlauluja_5_Vihko.pdf (недоступная ссылка)
- Valse lente, op.33 (nuotti PDF-tiedostona)

### Вокальные произведения

#### Сольные и дуэты
- Annina (сл. Даниэль Фалльстрём)
- Elämälle, Op. 93/4 (сл. Юхан Снелльман)
- Itkevä huilu, Op. 52/4 (сл. Ларин Кюёсти)
- Kullan murunen, Op. 20/1 (сл. Йохан Эркко)
- Laatokka, Op. 38/1 (сл. Микко Оутинен)
- Lastentaru takkavalkealla, Op. 82/3 (сл. И. Коскимиес)
- Ma elän!, Op. 71 /1 (сл. Ларин Кюёсти)
- Merellä, Op. 47/4 (сл. Йохан Эркко)
- Miks' laulan, Op. 20/2 (сл. Йохан Эркко)
- Miss' soutaen tuulessa
- Muistellessa, Op. 11/2 (сл. Йохан Эркко)
- Oi, kiitos sa luojani armollinen (сл. Эйно Лейно)
- Oi, muistatko vielä sen virren, Op. 52/3 (сл. Эйно Лейно) (ноты PDF-tiedostona)
- Onnelliset (сл. Алексис Киви) (ноты PDF-tiedostona)
- Pai, pai paitaressu, Op. 2/1 (сл. Й. Мустакаллио)
- Soi vienosti murheeni soitto, Op. 36/3 (сл. Хейкки Анса)
- Tuulan tei

#### Для хора
- Nälkämaan laulu